# Kościół św. Jana Chrzciciela i św. Barbary w Ulanowie
Kościół świętego Jana Chrzciciela i świętej Barbary – rzymskokatolicki kościół parafialny należący do dekanatu Ulanów diecezji sandomierskiej.
Jest to budowla drewniana, wzniesiona z drewna modrzewiowego, zbudowana w 1643 roku przez Jana Hilarego Ulińskiego, Chorążego Ziemi Halickiej, syna założyciela Ulanowa Stanisława Ulińskiego. Świątynia zachowała się w dobrym stanie i została gruntownie wyremontowana od zewnątrz i wewnątrz w latach 1976-1979. We wnętrzu znajdują się zabytkowe ołtarze i bogata polichromia. Kościół został poświęcony w 1730 roku.